# كتلة الخلايا الداخلية
الكتلة الخلوية الداخلية (بالإنجليزية: Inner cell mass)‏ في المراحل الأولى من التخلق المضغي في معظم الثدييات الوحشية الحقيقية، (اختصار ICM وأيضا تعرف باسم الأرومة المضغية أو pluriblast، هذا المصطلح الأخير ينطبق على جميع الثدييات) هو كتلة من الخلايا داخل الجنين البدائي من شأنها أن تؤدي في النهاية إلى ظهور الهياكل النهائية للجنين. وهذالهيكل تشكل في أولى مراحل النمو، وذلك قبل الانغراس في بطانة الرحم. والكتلة الخلوية هذه تقع داخل جوف الأريمة (والتسمية الأصح "تجويف الكيسة"، كما أنها ليست متماثلة لجوف أريمة اللاسلويات الفقارية) وتحاط بالكامل بطبقة واحدة من الخلايا تسمى الأرومة مغذية.

## صور إضافية

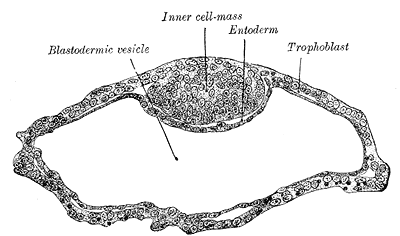
حويصلة أريمية لخفاش.
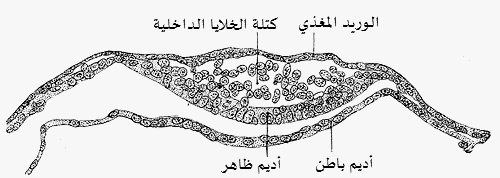
قطاع في القرص الجنيني لخفاش.